# Cubic
『Cubic』は日本のインストゥルメンタル・ロックバンド、LITEの5枚目のアルバムである。
約3年5ヶ月ぶり通算5枚目となるフルアルバム。日本は自主レーベル"I Want The Moon”より、アメリカ及びヨーロッパは"Topshelf Records” からリリース。
前作に続きエンジニアに三浦カオルを迎えて"Red Bull Studios Tokyo"にて全編レコーディングされた今作は、ミックスにKeith Souza (BATTLESプロデューサー) を起用し、アメリカ・プロビデンスにある"Machines With Magnets"にて、 そしてマスタリングはPrefuse 73、!!!、The Mars Volta 等を手掛けるHeba Kadryによってアメリカ・ニューヨークの"Timeless Mastering"で行なわれた。

## 収録曲
1. Else
2. Balloon
3. Warp
4. Square
5. Inside the Silence
6. Angled
7. D
8. Prism
9. Black Box
10. Zero